# 函館白百合学園中学校・高等学校
函館白百合学園中学校・高等学校（はこだてしらゆりがくえんちゅうがっこう・こうとうがっこう）は、北海道函館市山の手2丁目6-3にある私立女子中学校・高等学校。学校法人白百合学園が設置・運営するカトリック系のミッションスクールである。

## 概要
従順・勤勉・愛徳を校訓とし、女子教育を展開する白百合学園が運営する中高一貫女子校（高校からの入学生募集も行っている）。寮として「暁の星ハウス」を運営し、多くの女学生が寮生活を営んでいる。全国私立寮制学校協議会参加・加盟校。
日米和親条約による幕末の開港(箱館と下田)以降、国内の他地域と比較し、いち早く西洋文化が流入し古くから女子教育が盛んな函館に設置された。1886年創設の聖保禄女学校、1942年設置の元町高等女学校は、1895年創設の旧制函館尋常中学校（1950年に函館中部高等学校となる）よりも早く創設・開校した。

## 沿革
- 1878年 - フランス・シャルトル聖パウロ修道女会の三修道女来函。元町に授産所・施病院・孤児院を開設。
- 1886年 - 聖保禄女学校開校。
- 1942年 - 元町高等女学校と改称。
- 1951年 - 函館白百合学園高等学校に改称。
- 1978年 - 創立100周年記念式典。
- 1980年 - 現在地に移転。
- 1986年 - 特別進学コース設置。
- 1991年 - SEコース（英語コース）設置。
- 1997年 - 函館白百合学園中学校再開。
- 1999年 - 普通コースをVSコース（総合コース）と改称。
- 2003年 - 創立125周年記念式典。
- 2005年 - VSコースを改編し総合進学コースと看護医療系進学コースの2コースに。
- 2012年 - SEコースをLBコースに統合。

## 校訓
- 従順
- 勤勉
- 愛徳

## コース
- 総合進学コース
- 特別進学コース
- 看護医療系進学コース

## 偏差値
- 総合進学コース（48）
- 看護医療系進学コース（56）
- 特別進学コース（63）

## 著名な出身者

### 芸能
- 芹那 - タレント[要出典]
- 秋葉令奈 - クリエイティブアイドル[要出典]
- 朝加真由美 - 女優[要出典]

### その他
- 佐藤麻美 - フリーアナウンサー、元北海道テレビアナウンサー
- 下坂美織 - 囲碁女流棋士
- 大石まどか - 演歌歌手
- テキーラ沙弥 - プロレスラー